# Departamento Patiño
Das Departamento Patiño liegt im Zentrum der Provinz Formosa im Norden Argentiniens und ist die größte von neun Verwaltungseinheiten der Provinz. Es grenzt im Norden an Paraguay, im Osten an die Departamentos Pilagás und Pirané, im Süden an die Provinz  Chaco und im Westen an das Departamento Bermejo.
Die Hauptstadt des Departamento Patiño ist Comandante Fontana.

## Bevölkerung
Nach Schätzungen des INDEC stieg die Zahl der Einwohner im Departamento Patiño von 64.830 (2001) auf 74.086 Einwohner im Jahre 2005.

## Städte und Gemeinden
Das Departamento Patiño gliedert sich in zwei Gemeinden zweiter Kategorie (Ibarreta und Las Lomitas), sechs Gemeinden dritter Kategorie (Comandante Fontana, Estanislao del Campo, General Manuel Belgrano, Pozo del Tigre, San Martín 2 und Villa General Güemes), zwei Comisiones de Fomento (Subteniente Perín und Fortín Lugones) und die Juntas Vecinales Provinciales Bartolomé de las Casas, Colonia Sarmiento, El Recreo, Fortín Sargento Primero Leyes, Juan G. Bazán, Posta Cambio Zalazar und San Martín 1.
Koordinaten: 25° 12′ S, 60° 0′ W